# 竹田常次郎
竹田 常次郎（1879年3月13日〈明治12年〉- ?）は、日本の柔術家である。

## 経歴
1879年3月13日（明治12年に石川県鹿島郡で生まれる。
幼少より整骨で身を立てようと志し14歳から郷里で柔道を修行する。18歳で上京し吉田千春の門に入り天神真楊流柔術と整骨の研鑽に没頭した。1904年（明治37年）に大竹森吉に師事して戸塚派楊心流の柔術と整骨を習得し、1909年（明治42年）に免許皆伝を受けた。さらに大竹森吉の高弟であった亀崎忠一に就いて柔術を3年研究した。その後、帰郷し鉱山会社の接骨師として招聘された。1924年（大正13年）に整骨師の試験に合格して再び上京し、東京府北豊島郡岩淵町稲村に戸塚派楊心流と接骨の道場を開設した。